# Cheese (軟件)
Cheese是GNOME的攝像頭軟件，類似蘋果公司的Photo Booth。它在2007年Google夏日程式碼大賽由Daniel G. Siegel開始開發。它使用GStreamer來對影片及相片加入特效。它可以輸出至Flickr，而且與GNOME銜接。
它在GNOME版本2.22加入。

## 概觀
此程式開發初期只是用於使用攝像頭拍照，然後容易地分享照片。此後，它加入了很多在初期沒有的功能。Cheese可以拍照之外亦可以錄製影片、在照相前計時及使用連拍模式。在2.28版後更可以簡單的切換不同的攝像頭。此程式亦有內置的分享選項以分享至不同的相片分享服務，或在電腦中使用。它亦可以對相片及影片加上不同的特效。

## 外部連結
- 官方网站